# Furazolidone
Il furazolidone è un antibiotico della famiglia dei nitrofurani, utilizzato ormai solo in ambito veterinario per soli animali d'affezione, per trattare la diarrea, l'enterite, la salmonellosi e altre patologie causate da infezioni batteriche e da protozoi; è il farmaco più comune per le infezioni trasmesse con l'acqua.
Il furazolidone era usato in passato in combinazione con liquidi, per il trattamento della diarrea infantile acuta. Il farmaco era prescritto comunemente ai lattanti e ai bambini sotto forma di sospensione orale. Dagli anni '90 è stato proibito l'uso in tutta l'Unione europea in quanto considerato possibile cancerogeno. È stato vietato anche l'uso su animali a destinazione alimentare.
È impiegato anche per la diarrea del viaggiatore, il colera e la salmonellosi batterica.
Come medicinale veterinario, il furazolidone è stato utilizzato con qualche successo per curare infezioni da Myxobolus cerebralis nei salmonidi.